# Danemark aux Jeux olympiques de 1900
Le Danemark participe aux Jeux olympiques de 1900 à Paris en France. La délégation composée de treize athlètes remporte une médaille d'or, trois d'argent et deux de bronze et termine au dixième rang du tableau des médailles.

## Médailles
| Médaille | Athlète              | Sport      | Épreuve                             |
| -------- | -------------------- | ---------- | ----------------------------------- |
| Or       | Lars Jørgen Madsen   | Tir        | Carabine 300 mètres debout          |
| Argent   | Anders Peter Nielsen | Tir        | Carabine 300 mètres à genoux        |
| Argent   | Anders Peter Nielsen | Tir        | Carabine 300 mètres couché          |
| Argent   | Anders Peter Nielsen | Tir        | Carabine 300 mètres trois positions |
| Bronze   | Peder Lykkeberg      | Natation   | Parcours sous l'eau                 |
| Bronze   | Ernst Schultz        | Athlétisme | 400 mètres                          |

En plus, Edgar Aabye, Eugen Schmidt et Charles Winckler faisaient partie de l'équipe mixte (avec trois Suédois) qui a remporté la médaille d'or du tir à la corde.